# مارکو کورتو
مارکو کورتو (انگلیسی: Marco Curto؛ زادهٔ ۵ ژانویهٔ ۱۹۹۹) بازیکن فوتبال اهل ایتالیا است.
وی همچنین در تیم‌های ملی فوتبال زیر ۱۵ سال ایتالیا و زیر ۱۶ سال ایتالیا بازی کرده‌است.